# Пърналия (община Радовиш)
 Тази статия е за селото в Радовишко.  За селото в Щипско вижте Пърналия (община Карбинци).  
Пърналия (на македонска литературна норма: Прналија) е село в източната част на Северна Македония, община Радовиш.

## География
Селото е разположено в южните склонове на планината Плачковица.

## История
В XIX век Пърналия е турско село в Радовишка кааза на Османската империя. Според статистиката на Васил Кънчов („Македония. Етнография и статистика“) от 1900 година Парнарли има 280 жители, всички турци.
След Междусъюзническата война в 1913 година селото попада в Сърбия.
Според Димитър Гаджанов в 1916 година в Пърнали живеят 188 турци.